# Maître d'Elsloo
Le Maître d'Elsloo est un sculpteur anonyme, ou un groupe de sculpteurs, actif dans le Limbourg au tournant du XVe siècle.

## Biographie
Le nom « Maître d'Elsloo » a été choisi par l'historien de l'art néerlandais Jan Joseph Marie Timmers (nl) en 1940 pour nommer l'auteur d'une statue de Sainte Anne trinitaire dans la Sint-Augustinuskerk (nl) d'Elsloo. Par la suite, près de 200 sculptures de facture proche ont été attribuées au même auteur. Il semble probable que le Maître d'Elsloo était à la tête d’un atelier à Roermond au début du XVIe siècle, même si toutes les œuvres qui lui sont attribuées n'en proviennent pas.
En 2010, le musée des Bons-Enfants a lancé un projet international d’étude des statues du Maître d’Elsloo en Belgique, aux Pays-Bas et en Allemagne afin de mieux répondre aux questions qui entourent l’identité du Maître d’Elsloo, sa part dans la production des œuvres recensées, et celle de son atelier ou d’ateliers apparentés. Un colloque a eu lieu en octobre 2011. Dans les actes figure une liste des œuvres attribuées au sculpteurs, et un ensemble de références vers d'autres œuvres qui n'ont pas pu être documentées. Une exposition a eu lieu du 22 février au 16 juin 2019 au Bonnefantenmuseum.

## Illustrations

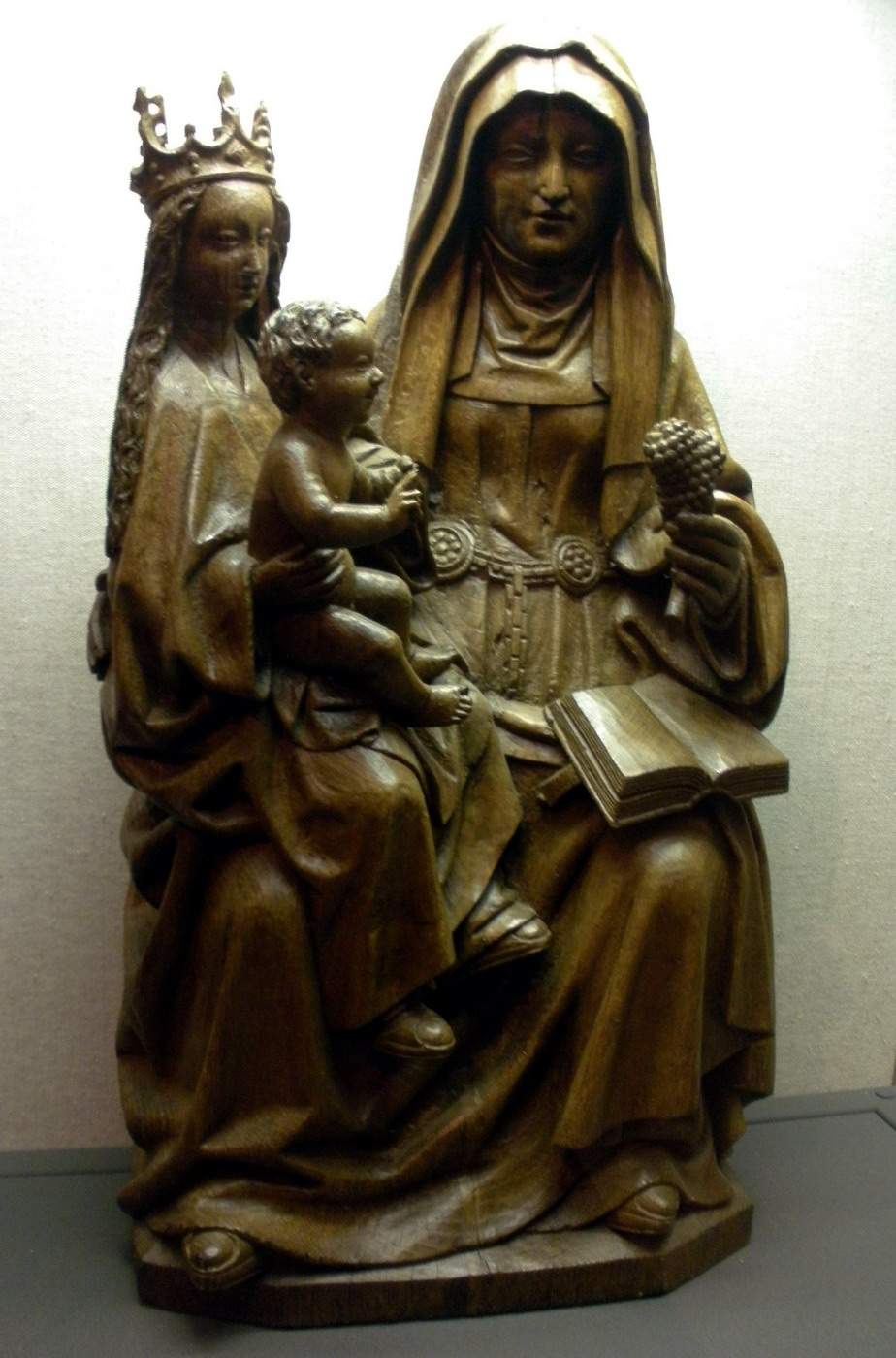
Sainte Anne trinitaire, Trésor de la basilique Saint-Servais, Maastricht
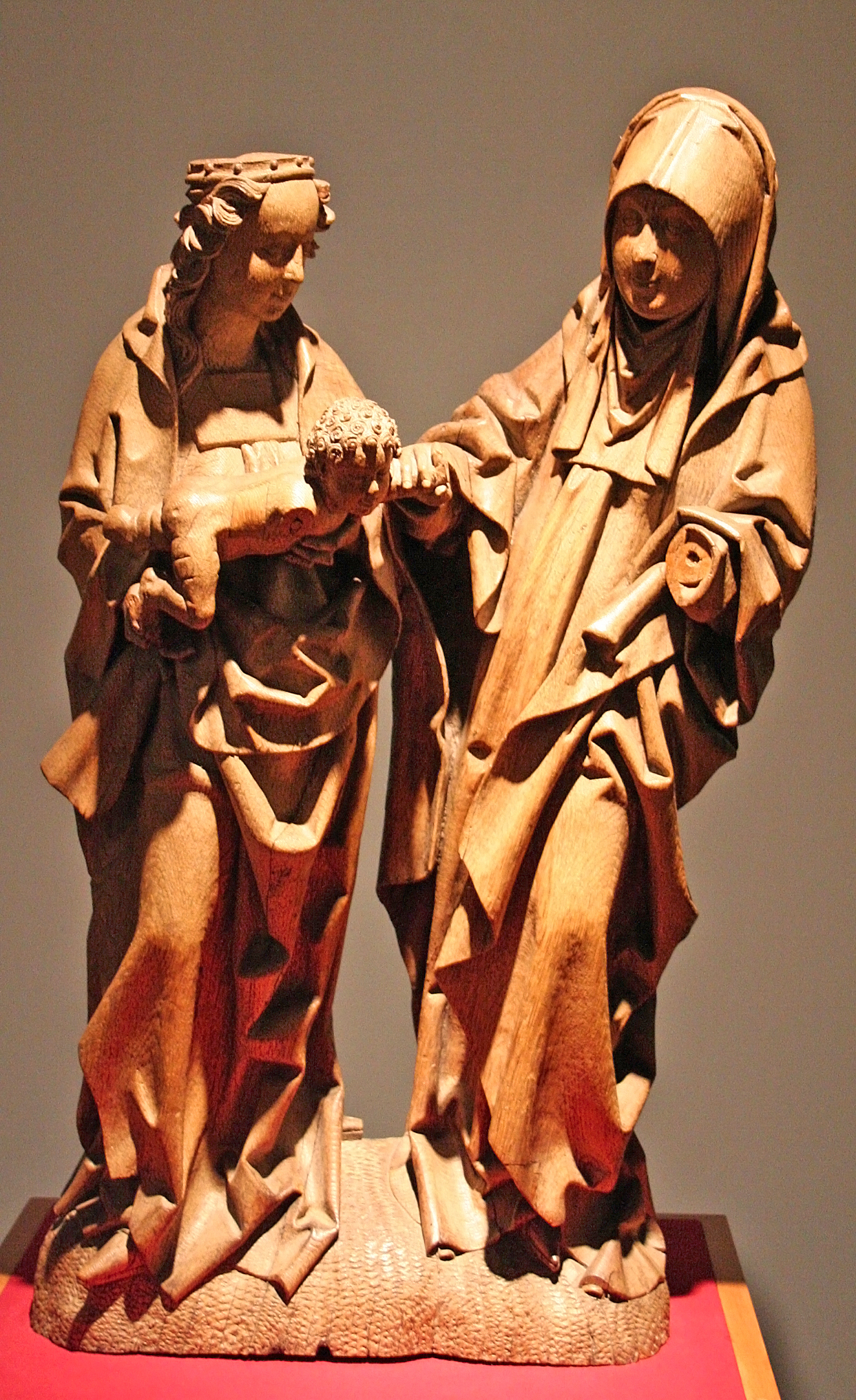
Sainte Anne trinitaire, Rijksmuseum Amsterdam
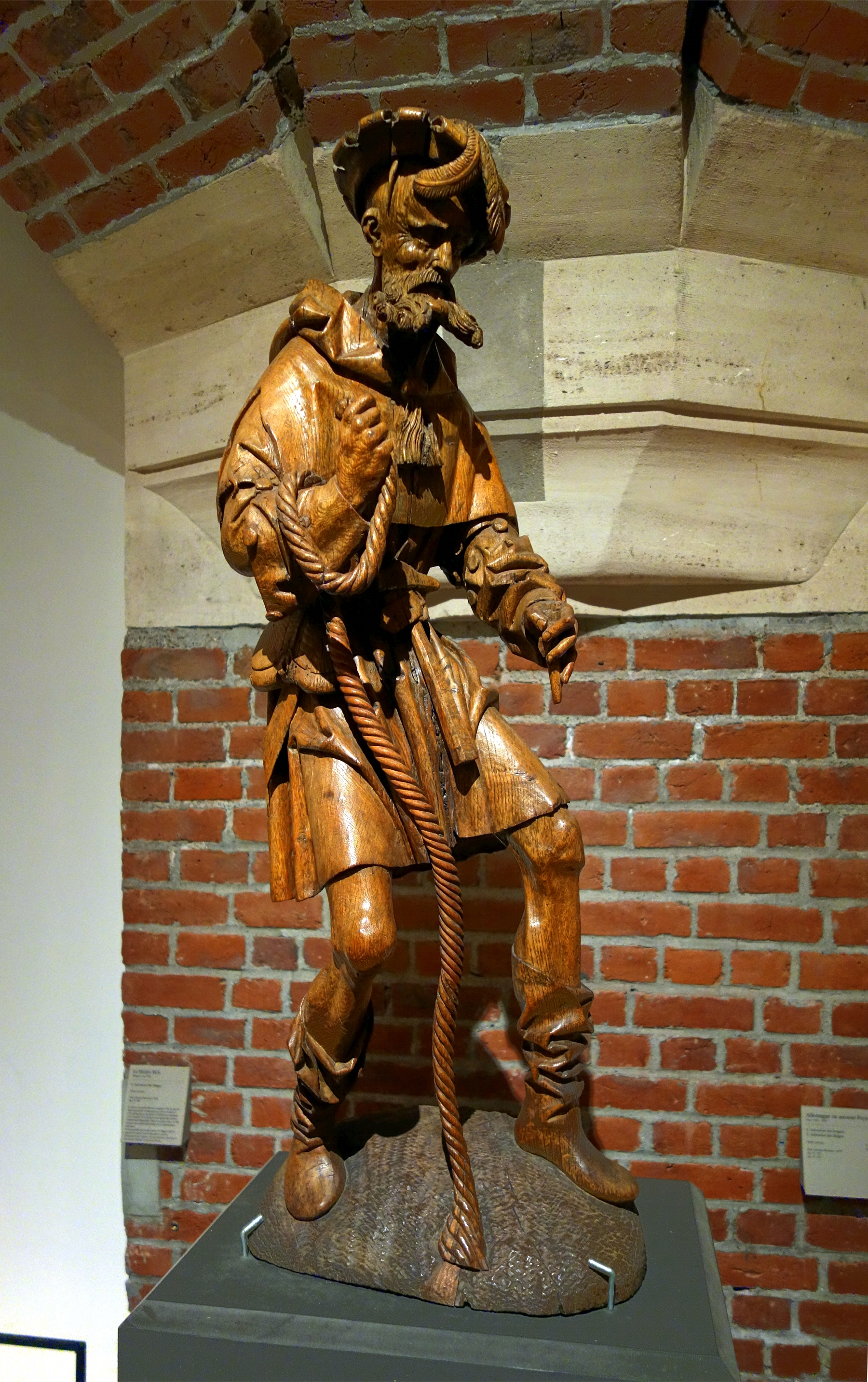
Bourreau du portement de croix, palais des Beaux-Arts de Lille
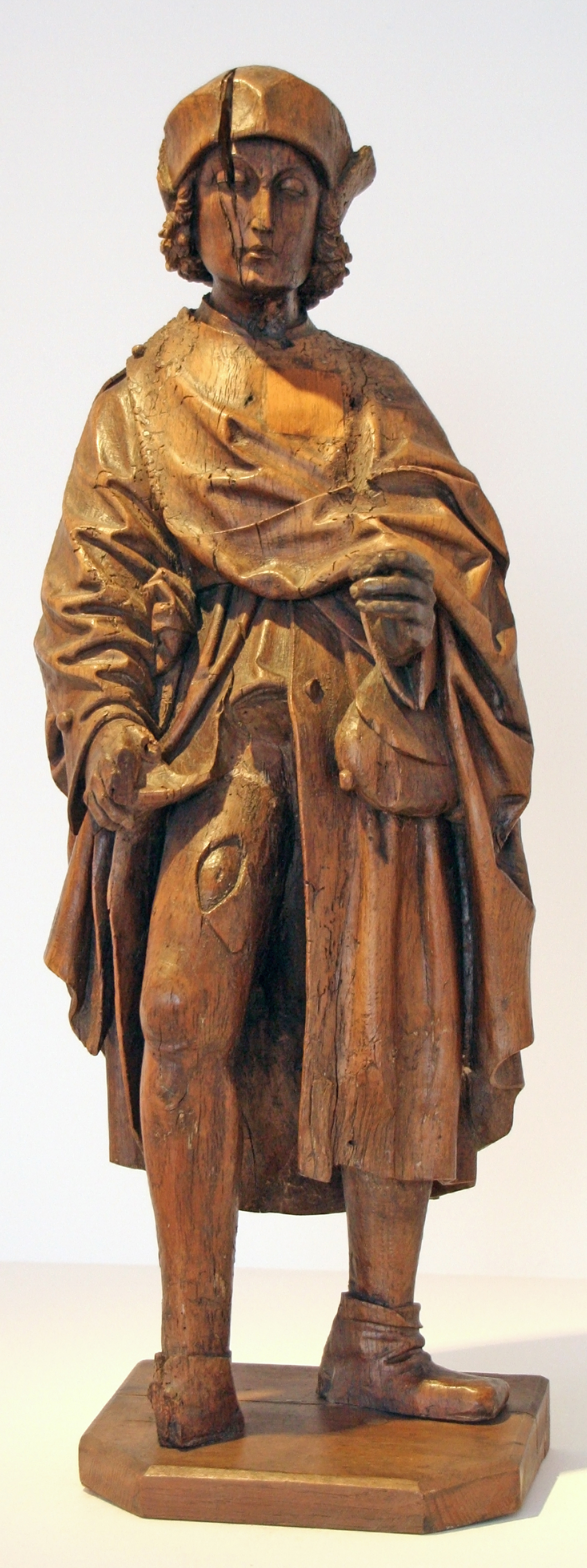
Saint Roch, musée des Bons-Enfants
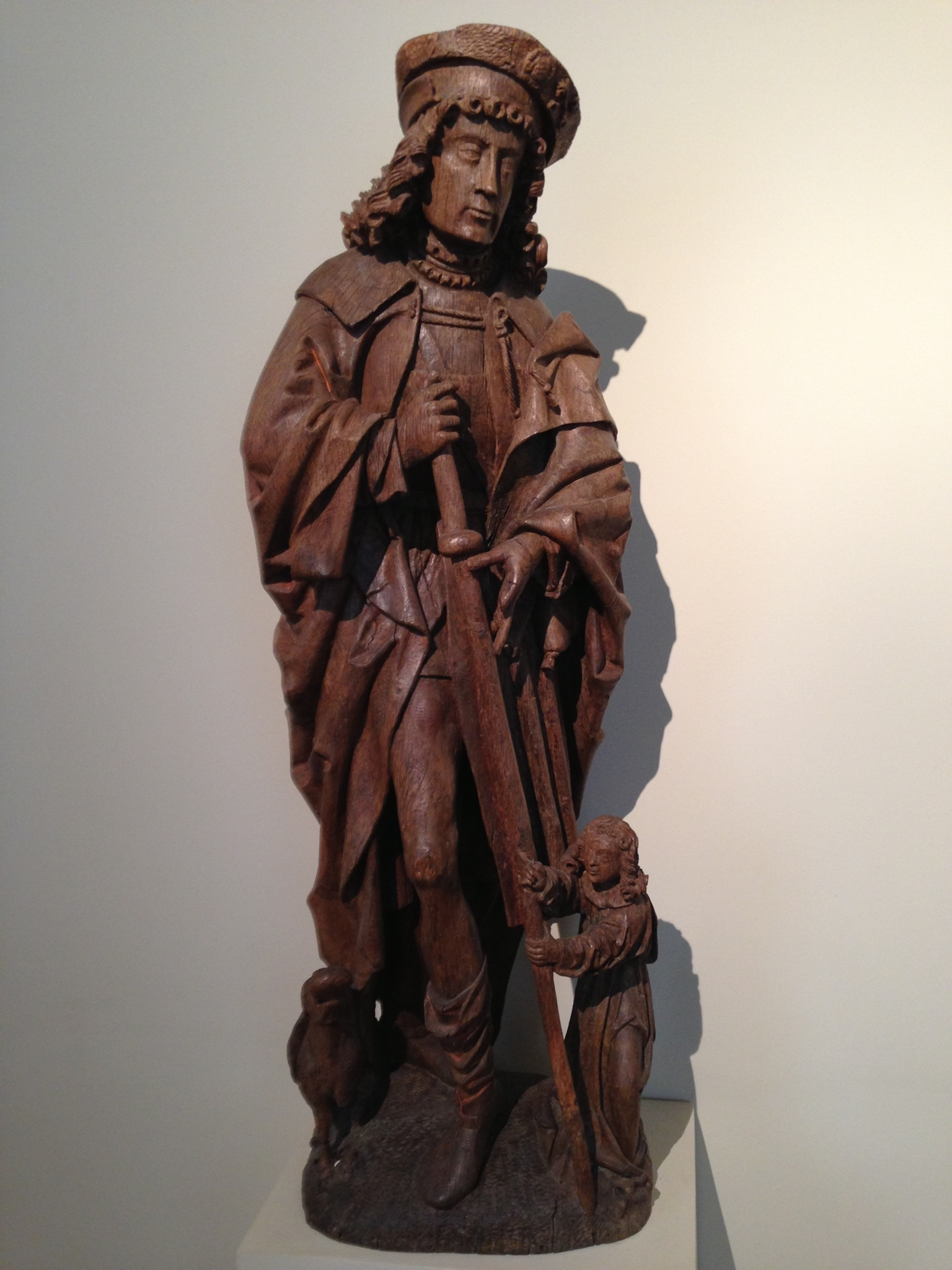
Saint Roch, musée des Beaux-Arts de Tours